# Rally de Australia de 2013
El Rally de Australia de 2013, oficialmente 22nd Coates Hire Rally Australia, fue la edición 22º y la décima ronda de la temporada 2013 del Campeonato mundial de rally. Se celebró entre el 12 y el 15 de septiembre en los alrededores de Coffs Harbour, Nueva Gales del Sur (Australia) y cuenta con un itinerario de veinte y dos tramos sobre tierra que sumaban un total de 352,36 km cronometrados. Fue también la décima ronda de los campeonatos WRC 2 y WRC 3.
Entre los equipos inscritos destacaron los oficiales Citroën, con Mikko Hirvonen y Kris Meeke, este último en sustitución de Dani Sordo, y Volkswagen, con los habituales Sébastien Ogier y Jari-Matti Latvala. Entre los equipos privados se encontraban Qatar M-Sport con Mads Ostberg y Evgeny Novikov, Qatar World Rally Team con Thierry Neuville, Volkswagen Motorsport II con Andreas Mikkelsen, Abu Dhabi Citroën Total WRT con Khalid Al-Qassimi. En el WRC 2 se inscribieron un total de ocho pilotos donde destacó la ausencia de Robert Kubica, líder del certamen, que se encontraba participando en el Rally de Polonia, mientras que en el WRC 3 no se produjo ninguna participación.
Sébastien Ogier, líder del mundial de pilotos, dominó el rally de principio a fin adjudicándose la mayoría de los tramos y la victoria final. Este resultado y a pesar de haberse sumado tres puntos extra en el power stage le dejó a un solo punto de coronarse campeón del mundo matemáticamente a falta de tres pruebas. El segundo puesto de Thierry Neuville que consiguió en el último momento debido a un pinchazo de Mikko Hirvonen, impidió a Ogier adjudicarse el campeonato. En el WRC 2 venció Abdulaziz Al Kuwari con un Ford Fiesta RRC.

## Itinerario y ganadores
| Día   | Tramo | Nombre                   | Distancia | Hora  | Ganador            | Tiempo  | Vel. med.  | Líder rally       |
| ----- | ----- | ------------------------ | --------- | ----- | ------------------ | ------- | ---------- | ----------------- |
| Día 1 | SS1   | Coffs 1                  | 1.60 km   | 18:30 | Andreas Mikkelsen  | 1:22.1  | 70.2 km/h  | Andreas Mikkelsen |
| Día 1 | SS2   | Coffs 2                  | 1.60 km   | 18:40 | Sébastien Ogier    | 1:23.1  | 69.3 km/h  | Andreas Mikkelsen |
| Día 2 | SS3   | Tuckers Nob 1            | 8.44 km   | 10:03 | Sébastien Ogier    | 5:27.9  | 92.7 km/h  | Sébastien Ogier   |
| Día 2 | SS4   | Bellingen 1              | 10.72 km  | 10:46 | Sébastien Ogier    | 6:26.1  | 100.0 km/h | Sébastien Ogier   |
| Día 2 | SS5   | Newry 1                  | 24.91 km  | 11:09 | Sébastien Ogier    | 15:10.1 | 98.5 km/h  | Sébastien Ogier   |
| Día 2 | SS6   | Tuckers Nob 2            | 8.44 km   | 14:12 | Sébastien Ogier    | 5:20.8  | 94.7 km/h  | Sébastien Ogier   |
| Día 2 | SS7   | Bellingen 2              | 10.72 km  | 14:55 | Sébastien Ogier    | 6:15.4  | 102.8 km/h | Sébastien Ogier   |
| Día 2 | SS8   | Newry 2                  | 24.91 km  | 15:18 | Sébastien Ogier    | 14:38.8 | 102.0 km/h | Sébastien Ogier   |
| Día 2 | SS9   | Coffs 3                  | 1.60 km   | 18:00 | Sébastien Ogier    | 1:20.8  | 71.3 km/h  | Sébastien Ogier   |
| Día 2 | SS10  | Coffs 4                  | 1.60 km   | 18:10 | Jari-Matti Latvala | 1:19.8  | 72.2 km/h  | Sébastien Ogier   |
| Día 3 | SS11  | Nambucca 1               | 49.90 km  | 09:33 | Sébastien Ogier    | 28:19.7 | 105.7 km/h | Sébastien Ogier   |
| Día 3 | SS12  | Valla 1                  | 14.84 km  | 10:46 | Sébastien Ogier    | 8:47.3  | 101.3 km/h | Sébastien Ogier   |
| Día 3 | SS13  | Nambucca 2               | 49.90 km  | 14:14 | Sébastien Ogier    | 27:41.3 | 108.1 km/h | Sébastien Ogier   |
| Día 3 | SS14  | Valla 2                  | 14.84 km  | 15:27 | Sébastien Ogier    | 8:34.3  | 103.9 km/h | Sébastien Ogier   |
| Día 3 | SS15  | Coffs 5                  | 1.60 km   | 18:00 | Sébastien Ogier    | 1:23.3  | 69.1 km/h  | Sébastien Ogier   |
| Día 3 | SS16  | Coffs 6                  | 1.60 km   | 18:10 | Sébastien Ogier    | 1:21.4  | 70.8 km/h  | Sébastien Ogier   |
| Día 4 | SS17  | Bucca 1                  | 10.89 km  | 08:51 | Mikko Hirvonen     | 6:19.5  | 103.3 km/h | Sébastien Ogier   |
| Día 4 | SS18  | Wedding Bells 1          | 22.24 km  | 09:18 | Sébastien Ogier    | 11:29.0 | 116.2 km/h | Sébastien Ogier   |
| Día 4 | SS19  | Shipmans 1               | 29.44 km  | 10:18 | Sébastien Ogier    | 15:08.7 | 116.6 km/h | Sébastien Ogier   |
| Día 4 | SS20  | Bucca 2                  | 10.89 km  | 12:44 | Sébastien Ogier    | 6:07.7  | 106.6 km/h | Sébastien Ogier   |
| Día 4 | SS21  | Wedding Bells 2          | 22.24 km  | 13:11 | Sébastien Ogier    | 11:11.2 | 119.3 km/h | Sébastien Ogier   |
| Día 4 | SS22  | Shipmans 2 (Power Stage) | 29.44 km  | 14:11 | Sébastien Ogier    | 14:44.9 | 119.8 km/h | Sébastien Ogier   |

## Clasificación final
| Pos.     | Piloto                | Copiloto         | Automóvil               | Tiempo    | Dif.       | Puntos |
| WRC      | WRC                   | WRC              | WRC                     | WRC       | WRC        | WRC    |
| -------- | --------------------- | ---------------- | ----------------------- | --------- | ---------- | ------ |
| 1.       | Sébastien Ogier       | Julien Ingrassia | Volkswagen Polo R WRC   | 3:19:55.0 | 0.0        | 25 + 3 |
| 2.       | Thierry Neuville      | Nicolas Gilsoul  | Ford Fiesta RS WRC      | 3:21:27.1 | +1:32.1    | 18 + 2 |
| 3.       | Mikko Hirvonen        | Jarmo Lehtinen   | Citroën DS3 WRC         | 3:21:57.1 | +2:02.1    | 15     |
| 4.       | Jari-Matti Latvala    | Miikka Anttila   | Volkswagen Polo R WRC   | 3:22:52.4 | +2:57.4    | 12     |
| 5.       | Mads Ostberg          | Jonas Andersson  | Ford Fiesta RS WRC      | 3:23:12.2 | +3:17.2    | 10     |
| 6.       | Andreas Mikkelsen     | Paul Nagle       | Volkswagen Polo R WRC   | 3:23:32.6 | +3:37.6    | 8      |
| 7.       | Evgeny Novikov        | Ilka Minor       | Ford Fiesta RS WRC      | 3:27:26.2 | +7:31.2    | 6 + 1  |
| 8.       | Nathan Quinn          | Glenn McNeall    | Mini Cooper WRC         | 3:33:05.2 | +13:10.2   | 4      |
| 9.       | Khalid Al-Qassimi     | Scott Martin     | Citroën DS3 WRC         | 3:35:12.6 | +15:17.6   | 2      |
| 10.      | Abdulaziz Al-Kuwari   | Killian Duffy    | Ford Fiesta RRC         | 3:37:22.7 | +17:27.7   | 1      |
| WRC 2    |                       |                  |                         |           |            |        |
| 1. (10.) | Abdulaziz Al-Kuwari   | Killian Duffy    | Ford Fiesta RRC         | 3:37:22.7 | 0.0        | 25     |
| 2. (11.) | Yuriy Protasov        | Kuldar Sikk      | Ford Fiesta R5          | 3:38:36.1 | +1:13.4    | 18     |
| 3. (12.) | Yazeed Al-Rajhi       | Michael Orr      | Ford Fiesta RRC         | 3:44:23.7 | +7:01.0    | 15     |
| 4. (13.) | Arman Smailov         | Andrey Rusov     | Subaru Impreza STi      | 4:04:59.4 | +27:36.7   | 12     |
| 5. (16.) | Hayden Paddon         | John Kennard     | Škoda Fabia S2000       | 4:07:46.9 | +30:24.2   | 10     |
| 6. (17.) | Alejandro Lombardo    | Alex Haro        | Mitsubishi Lancer Evo X | 4:13:40.9 | +36:18.2   | 8      |
| 7. (20.) | Carlos Garcia Fessman | Hugo Magalhães   | Mitsubishi Lancer Evo X | 4:25:52.8 | +48:30.1   | 6      |
| 8. (21.) | Jose Alexander Gelvez | Borja Rozada     | Mini Cooper S2000 1.6T  | 4:38:47.3 | +1:01:24.6 | 4      |